# 9K310 Igla-1
Die 9K310 Igla-1 (russ.: 9К310 Игла-1 ‚Nadel‘) ist eine schultergestützte Kurzstrecken-Boden-Luft-Rakete aus sowjetischer Produktion. Der NATO-Codename lautet SA-16 Gimlet.

## Entwicklung
Im Jahr 1971 erteilte das ZK der KPdSU den Auftrag zur Entwicklung einer neuen, tragbaren Flugabwehrlenkwaffe, die Ende der 1970er-Jahre die Systeme 9K32 Strela-2 und 9K34 Strela-3 ersetzen sollte. Das neue Flugabwehrsystem bekam die Bezeichnung 9K38 Igla. Die NATO gab diesem System die Bezeichnung SA-18 Grouse. Bei der Entwicklung kam es immer wieder zu Verzögerungen. Als die Entwicklung im Jahre 1978 immer noch nicht abgeschlossen war, entschied man sich für eine Zwischenlösung. Der bereits fertiggestellte Rumpf und der Raketenmotor der neuen Lenkwaffe sollten mit dem bewährten Suchkopf der 9K34 Strela-3 zu einem Interimssystem weiterentwickelt werden. Dieses System bekam die Bezeichnung 9K310 Igla-1. Es wurde im Jahre 1981 bei den Landstreitkräften der UdSSR eingeführt und erhielt von der NATO die Bezeichnung SA-16 Gimlet („Nagelbohrer“).

## Technik

### Starteinheit
Das System 9K310 Igla-1 besteht aus dem 9P322-Transport- und Startbehälter aus GFK mit dem 9M313-Lenkflugkörper. An diesen Behälter wird das 9P519-Start- und Visiergerät montiert. In das Start- und Visiergerät wird der 9P238-Behälter mit der Thermalbatterie und dem Kühlmittel für den 9E418-Suchkopf eingesetzt. An das Start- und Visiergerät kann das 1L14-Freund-Feind-Erkennung-System angeschlossen werden.

### Lenkflugkörper
Die 9M313-Lenkflugkörper haben einen schlanken, zylinderförmigen Rumpf und sind in vier Sektionen aufgeteilt: Hinter der transparenten Lenkflugkörperspitze befinden sich der Suchkopf. Auf der abgerundeten Lenkflugkörperspitze ist eine rund 10 cm konische Verkleidung angebracht, die auf drei geneigten Stangen montiert ist und eine Art Stativ bildet (englisch Aerospike). Diese reduziert sowohl den Luftwiderstand wie auch die Reibungshitze auf der Lenkflugkörperspitze. Der Suchkopf wurde von LOMO MOP in Sankt Petersburg entwickelt. Dieser ist ein passiver Infrarot-Suchkopf und arbeitet auf Wellenlängen zwischen 3 und 5 µm. Dazu werden Indiumantimonid-Halbleiter verwendet. Vor dem Start werden die Halbleiter durch Stickstoff aus dem 9P238-Behälter auf rund −190 °C gekühlt. Hinter dem Suchkopf ist die Lenkeinheit verbaut. Diese besteht aus der Elektronik mit dem Inertialen Navigationssystem sowie der Thermalbatterie. Ebenso sind hier die Aktuatoren sowie die vier ausklappbare Steuerflächen verbaut. Dahinter folgt der 1,27 kg wiegende Splittergefechtskopf mit dem Aufschlagzünder. Im darauffolgenden Rumpfabschnitt ist das Feststoffraketentriebwerk untergebracht. Zuhinterst im Heck befinden sich die Brennkammer sowie die Düse. Weiter sind dort vier Faltleitwerke angebracht.

## Varianten
- 9K310 Igla-1: Grundversion[3]
- 9K310E Igla-1E: Exportversion mit älterem IFF-System[3]
- 9K310M Igla-1M: Vereinfachte Exportversion ohne IFF-System[7]
- 9K310F Igla-1F: Version für die Marine (NATO-Codename: SA-N-10 Gimlet)[3]

## Einsatz

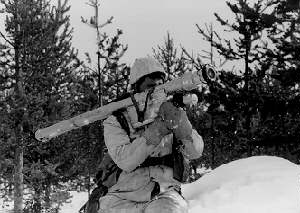
9K310 Igla-1

Die Igla-1 funktioniert nach dem Fire-and-Forget-Prinzip, d. h. nach dem Abfeuern verfolgt die Rakete ihr Ziel selbstständig. Mit der Igla-1 können Flugzeuge und Hubschrauber bekämpft werden. Der vertikale Einsatzbereich der Lenkwaffe liegt bei 10 bis 3.500 m bei einem horizontalen Kampfbereich von 0,5 bis 5,2 km. Frontal anfliegende Luftziele können bis zu einer Fluggeschwindigkeit von 360 m/s (etwa 1300 km/h) bekämpft werden. Die maximale Fluggeschwindigkeit für die Bekämpfung eines wegfliegenden Luftziels liegt bei 320 m/s (etwa 1150 km/h).
Die Igla-1 ist innerhalb von wenigen Sekunden feuerbereit. Nach dem Einschalten der Stromversorgung verfolgt der Schütze das Ziel mit dem optischen Visier und betätigt den Abzug am Griffstück. Damit wird der Suchkopf aktiviert und dieser versucht auf das Ziel aufzuschalten. Sind die Infrarotemissionen stark genug und die Winkelgeschwindigkeit im zulässigen Bereich, wird dies durch ein Lichtsignal und einen Summton angegeben. Mit einer kurzen Verzögerung wird der Abzug freigegeben und der Lenkflugkörper kann gestartet werden. Eine gescheiterte Aufschaltung wird durch einen anderen Ton angegeben, wonach der Schütze erneut zielen kann. Der Start des Lenkflugkörpers erfolgt nach dem Kaltstart-Prinzip. Eine Ausstoßladung stößt den Lenkflugkörper mit rund 40 m/s aus dem Startbehälter. Dabei werden die Steuerflächen ausgeklappt und die Leitwerke entfaltet. In einer Entfernung von 10 bis 15 m zündet das Feststoffraketentriebwerk und beschleunigt die Rakete auf rund 570 m/s (rund 2050 km/h). Dabei erreicht der Lenkflugkörper durch seine Rotation um die Längsachse und die vier Leitwerke eine stabile Flugbahn. Die Zielverfolgung durch die Lenkwaffe erfolgt nach dem Prinzip der Proportionalnavigation, d. h. die Elektronik errechnet die Winkelgeschwindigkeit des Ziels und sendet Steuerbefehle, um die Differenz auf Null zu bringen. Beim Aufschlag im Ziel wird der Gefechtskopf durch den Aufschlagzünder mit einer kurzen Verzögerung zur Detonation gebracht. Ebenso wird zusammen mit der Gefechtskopfzündung auch der noch allfällig vorhandene Raketentreibstoff gezündet. Wird das Ziel verfehlt, zerstört sich die Lenkwaffe nach einer Flugzeit von 14 bis 18 Sekunden durch Selbstzerstörung.

## Kriegseinsätze

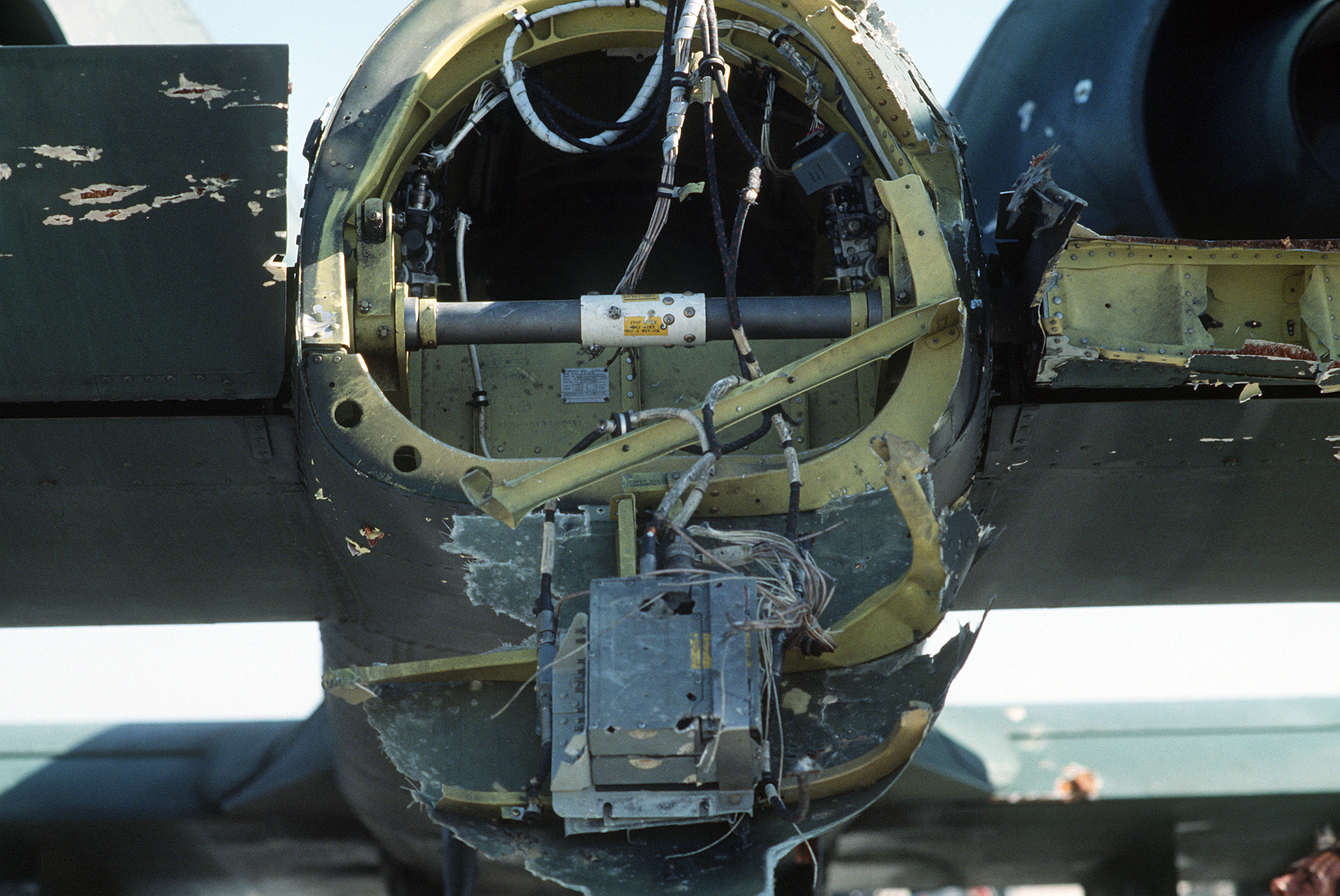
Das von einer Igla-1 schwer beschädigte Heck einer A-10 Thunderbolt II

Die Igla-1 kam bei verschiedenen kriegerischen Auseinandersetzungen in der Golfregion, in Afrika, in Südamerika, auf dem Balkan sowie im Kaukasus zum Einsatz. Während der Operation Desert Storm im Irak wurden sieben Flugzeuge und vier Hubschrauber der Allianz mit der Igla-1 abgeschossen.
Bei den Auseinandersetzungen auf dem Balkan fielen mindestens zwei Flugzeuge der NATO der Igla-1 zum Opfer. Auch bei den Auseinandersetzungen im Kaukasus wurden mehrere russische Kampfflugzeuge und Hubschrauber mit Igla-1-Lenkwaffen der Rebellen abgeschossen.
Der Abschuss des Präsidentenflugzeugs in Ruanda am 6. April 1994, der den nachfolgenden Völkermord in Ruanda mit mindestens 800.000 Toten auslöste, wurde mit Igla-1-Raketen verübt.
In den Jahren 2003 bis 2006, nach der US-Invasion im Irak, wurden mindestens sechs US-Hubschrauber mit Igla-1-Lenkwaffen der Widerstandskämpfer abgeschossen. Im Irak verfügt die nordirakische Armee der autonomen Kurdenregion nach eigenen Angaben über mehrere hundert Igla-1.
Weiter setzen die Ukrainischen Streitkräfte die Igla-1 beim russischen Überfall auf die Ukraine ein.

## Verbreitung
Daten aus
- Afghanistan – 100
- Angola – 150
- Bosnien und Herzegowina – unbekannte Anzahl
- Botswana – 50
- Bulgarien – 200
- Deutsche Demokratische Republik – 550
- Ecuador – 222
- Finnland – 1.500
- Indien – 2.500
- Indonesien – 16
- Irak – 1.000
- Kasachstan – 20
- Kuba – 100
- Kroatien – unbekannte Anzahl
- Laos – 100
- Malaysia – 382
- Montenegro – unbekannte Anzahl
- Myanmar – 2.000
- Nicaragua – 360
- Nordkorea – 1.500
- Peru – unbekannte Anzahl
- Russland – unbekannte Anzahl
- Serbien – unbekannte Anzahl
- Slowakei – unbekannte Anzahl
- Slowenien – 4
- Sri Lanka – unbekannte Anzahl
- Südsudan – unbekannte Anzahl
- Südkorea – 50
- Syrien – unbekannte Anzahl
- Tschad – unbekannte Anzahl
- Tschechien – unbekannte Anzahl
- Ukraine – unbekannte Anzahl
- Vereinigte Arabische Emirate – 400
- Vereinigtes Königreich – 31 (für Tests)
- Vietnam – 400